# Al-Khalisah
Al-Khalisah (ou Al-Khalisa, ar: الخالصة) est un petit village bédouin situé sur une petite colline qui longe la limite nord-ouest de vallée de la Houla. Cette vallée comprend plus de 1800 habitants et s'étend sur 28 kilomètres, au Nord de Safed.

## Origines
Le village de Al-Khalisah a été fondé par les Bédouins originaires de la tribu Arab al Ghwarania, qui constituaient la majeure partie de sa population. En 1596, sous l'Empire ottoman, le village comptait 160 villageois[réf. nécessaire] qui étaient gérés par Nahié, une division administrative du Jira, à qui ils payaient des impôts sur leurs cultures telles que les champs de blé, de céréales ou les ruches, sur leurs animaux tels que le buffle ou encore des impôts pour un moulin à eau. À la fin du XIXe siècle, les Européens décrivaient Al-Khalisah comme un village d'une cinquantaine de personnes, entièrement bâti de pierres et entouré par des cours d'eau.
Les maisons étaient construites en briques et en pierres basaltiques directement extraites de la colline. En 1945 le village comptait une population de 1840 habitants dont 20 étaient des Arabes chrétiens. Al-Khalisah possédait une école élémentaire pour garçons qui permettait également l’admission d'élèves venant des villages voisins, ainsi que des sources d'eau où les résidents puisaient leur eau potable. En Galilée, Il faisait partie des cinq villages gouvernés par un conseil du village qui assurait la gestion des affaires locales.
À la tête du clan Arab al Ghwarania se trouvait un habitant du village qui se nommait Sheikh Kamal Hussein. Et selon Meron Benvenisti, il participa à la campagne de Joseph Trumpeldor, qui dirigeait la défense des colonies agricoles juives, à Tel Hai en 1920. Néanmoins, au cours des années qui ont précédé 1948, Sheikh Kamal tenta de nouer des liens de rapprochement avec les colons juifs mais ce fut en vain. En effet, d'après Benvenisti, les anciens combattants n'oubliaient et ne pardonnaient rien. Ils se sont donc ralliés à son pire ennemi, Emir Faour.

## 1948 et après
Le 11 mai 1948, pendant la Guerre israélo-arabe de 1948-1949, le village d'Al-Khalisah a essayé de conclure un accord avec la Haganah dans le but de se protéger de l'invasion mais l'organisation juive a refusé de leur venir en aide. La quasi-totalité des habitants arabes a quitté alors ce village pour se réfugier au Liban ou en Syrie.
En lieu et place de ce village a été fondé en mai 1949 le nouveau village juif appelé "Kiryat Shmona", peuplé notamment par des juifs d'origine roumaine et yéménite.
En 1953, le village d'immigrants se transforme et devient alors "ville de développement" et accueille à compter de 1956 par des juifs venus du Maroc.
L'ancienne mosquée est devenu le musée de la nouvelle ville.
L'ancien village arabe est devenu une ville qui compte plus de 96 % de juifs, le reste étant musulman en 2016 (population d'environ 23 000 habitants).